# Sergio Pagano
Sergio Pagano CRSP (ur. 6 listopada 1948 w Genui) – włoski duchowny rzymskokatolicki, barnabita, biskup, prefekt Apostolskiego Archiwum Watykańskiego w latach 1997–2024, asesor Papieskiego Komitetu Nauk Historycznych od 2024.

## Życiorys
Wstąpił do Zgromadzenia Księży świętego Pawła. Święcenia kapłańskie otrzymał 28 maja 1978. 7 stycznia 1997 został prefektem Tajnych Archiwów Watykanu (Późniejszego, Apostolskiego Archiwum Watykańskiego)
4 sierpnia 2007 został mianowany przez Benedykta XVI biskupem tytularnym diecezji Celene. Sakry biskupiej 29 września 2007 udzielił mu papież Benedykt XVI wraz z kardynałami Tarcisio Bertone i Marianem Jaworskim.
5 lipca 2024 papież Franciszek mianował go asesorem Papieskiego Komitetu Nauk Historycznych.